# Christina Schäffner
Christina Schäffner (* 29. Juli 1950 in Schlotheim) ist eine deutsche Übersetzungswissenschaftlerin. Sie lehrt an der Aston University in Birmingham.

## Leben
Christina Schäffner wuchs in Thüringen auf und besuchte die Erweiterte Oberschule in Mühlhausen. Ab 1969 studierte sie Russisch und Englisch als Lehrerin für Erwachsenenbildung an der Sektion Theoretische und Angewandte Sprachwissenschaft (TAS) der Karl-Marx-Universität Leipzig und erhielt 1973 ihr Diplom. Anschließend promovierte sie mit Rosemarie Gläser als Doktormutter in der Fachsprachenforschung im Bereich Politik. Währenddessen entwickelte sie Interesse für die Übersetzungswissenschaft und besuchte Vorlesungen, u. a. bei Otto Kade und Albrecht Neubert. Nach ihrer Promotion 1977 arbeitete sie im Bereich der Englischen Übersetzungswissenschaft der TAS an der Universität Leipzig und lehrte die englische Sprache, Übersetzen und Dolmetschen. Von 1982 bis 1992 übernahm Christina Schäffner die Leitung einer Arbeitsgruppe der Sächsischen Akademie der Wissenschaften (SAW) zu Leipzig, die Forschungen zu politischem Vokabular, Textlinguistik und Übersetzungswissenschaft durchführte. In dieser Zeit nahm Schäffner u. a. am AILA-Kongress 1984 in Brüssel teil und hielt auch selbst Vorträge auf übersetzungswissenschaftlichen Konferenzen. Von Januar bis Mai 1989 hatte sie die Möglichkeit, an der Kent State University in Ohio Übersetzungswissenschaft zu lehren. Als sie aus Kent zurückkehrte, befand sich die DDR im Umbruch und die Zukunft ihrer Arbeitsgruppe an der SAW war unklar. Zu dieser Zeit wurde an der Aston University in Birmingham eine Stelle in der Deutschabteilung frei, die Schäffner bekam. Seit 1992 unterrichtet sie an der Aston University Studierende in Bachelor- und Masterstudiengängen auf dem Gebiet der Übersetzungswissenschaft sowie Dolmetschen und Textanalyse. Nebenher forscht Schäffner weiter im Bereich der politischen Textanalyse und Metaphernforschung und publiziert zahlreiche Artikel. Außerdem organisierte sie Konferenzen und Workshops und trug dazu bei, dass Übersetzen an der Aston University weniger im traditionellen Sinn praktiziert wird, sondern das funktionale Herangehen etabliert wurde. Darauf aufbauend, wurden neue Studiengänge zur Translation entwickelt. Schäffner organisierte außerdem Seminare im Rahmen der Reihe Current Issues in Language and Society (CILS). Seit einigen Jahren unterrichtet sie regelmäßig im Rahmen der CETRA-Sommerkurse an der KU Leuven Doktoranden der Translationswissenschaft und war 2011 CETRA Chair Professor. Darüber hinaus ist sie für eines der vier Projekte des Marie-Curie-Ausbildungsnetzwerkes TIME verantwortlich, das mit Hilfe der Europäischen Kommission ins Leben gerufen wurde. Sie war Leiterin des Organisationskomitees der 6. Internationalen Critical Link-Konferenz, die vom 26. bis 30. Juli 2010 an der Aston University stattfand.
Christina Schäffner ist außerdem Mitglied der European Society for Translation Studies (EST), Repräsentantin der Aston University im National Network for Translation und Mitglied des Lenkungsausschusses OPTIMALE, einem Erasmus-Netzwerk für eine bessere, professionelle Übersetzerausbildung in Europa. Von 2007 bis 2009 war sie außerdem Mitglied der Expertengruppe EMT, die von der Europäischen Kommission mit dem Ziel gegründet wurde, die Qualität der europäischen Masterprogramme auf dem Gebiet der Translation zu verbessern.

## Mitgliedschaften
- European Society for Translation Studies (EST Secretary General von 1998 bis 2004)
- International Association for Translation and Intercultural Studies (IATIS)
- Fellow of the Chartered Institute of Linguistics (CIoL)
- International Pragmatics Association (IPrA)
- Gesellschaft für Angewandte Linguistik (GAL)
- Arbeitsgemeinschaft „Sprache in der Politik“ e. V.
- CRITICS International (International Network of Centers of Critical Discourse Research)
- Women in German Studies (WIGS)
- International Association Researching and Applying Metaphor (RaAM)

## Publikationen (Auswahl)
- Schäffner/Bassnett: Political Discourse, Media and Translation. Cambridge Scholars Publishing, Newcastle upon Tyne 2010.
- Translation research and Interpreting research: Traditions, gaps and synergies. Multilingual Matters, Clevedon 2004.
- The role of discourse analysis for translation and translator training. Multilingual Matters, Clevedon 2002.
- Translation and Norms. Multilingual Matters. Clevedon 1999.
- Chilton/Schäffner: Politics as Text and Talk. Analytic Approaches to Political Discourse. (Discourse Approaches to Politics, Society and Culture, 4) Benjamins, Amsterdam and Philadelphia 2002.
- Schäffner/Wiesemann: Annotated texts for Translation: Functionalist approaches illustrated (English–German). Multilingual Matters, Clevedon 2001.